# Балтийская гряда
Балтийская гряда (нем. Baltischer Landrücken или Nördlicher Landrücken) — это цепь моренных холмов около 200 км шириной, которая граничит с южным берегом Балтийского моря от Ютландии до Эстонии.

## География
Возвышенность, которая достигает высоты 329 м (гора Вежица), формирует западную часть Восточно-Европейской равнины. На севере она уходит непосредственно в Финский залив. На востоке она вливается в Белорусскую гряду; к юго-востоку она постепенно уходит в Полесскую низменность. К югу местность примыкает к бассейну Вислы. На западе возвышенность граничит с Северо-Германской низменностью.
Балтийскую гряда пересекают реки Одра, Висла, Неман и Западная Двина. Её основными составными частями являются, с запада на восток, Ангельн, Швансен, Хюттен, Датский Вальд, Гольштейнская Швейцария, Мекленбургская Швейцария, Поморское Озёрное плато (с горой Вежица), Мазурское поозёрье (с холмом Шеске) и Нижний Литовский кряж.

## Экономика, туризм и ландшафт
Низкий моренный пейзаж достаточно плодороден и поддерживает высокопродуктивное земледелие. Цепь озёр и моренные гряды являются популярными местами отдыха. Некоторые участки в значительной степени покрыты лесами (Шорфский лес, Тухольские боры, Роминтенская пуща).